# Miconia madrensis
Miconia madrensis är en tvåhjärtbladig växtart som beskrevs av Paul Carpenter Standley. Miconia madrensis ingår i släktet Miconia och familjen Melastomataceae. Inga underarter finns listade i Catalogue of Life.